# Neoduma albida
Neoduma albida là một loài bướm đêm thuộc phân họ Arctiinae, họ Erebidae.